# جیسون مراز
جیسون توماس مراز (به انگلیسی: Jason Thomas Mraz) خواننده و ترانه‌پردازی برنده جایزه گرمی است که در مکانیکسویل ویرجینیا، آمریکا به دنیا آمد.
او اولین آلبوم خود را با نام Waiting for My Rocket to Come منتشر کرد و تحت تأثیر سبک‌های رگی پاپ راک جاز بوسا نوا موسیقی محلی و هیپ هاپ بوده‌است. این خواننده با آلبوم می‌خوانیم و می‌رقصیم و می‌دزدیم، در سال ۲۰۰۸ در لیست شماره ۳ پرفروش‌های بیلبورد ۲۰۰ جهان قرار گرفت.
توماس با انتشار آلبوم دوم خود به نام Mr. A-Z موفقیت بزرگ تجاری بسیاری را به دست آورد. این آلبوم در شماره پنج در بیلبورد ۲۰۰ به اوج خود رسید و فروش بیش از ۱۰۰٫۰۰۰ نسخه در ایالات متحده را بدست آورد.

## زندگی شخصی
مراز با خواننده ترانه‌سرا و دوست قدیمی دوست خود تریستان پرتیمن در شب کریسمس ۲۰۱۰، نامزد کرد. آنها شش ماه بعد از این نامزدی از یکدیگر جدا شدند.
مراز یک شیوه زندگی آگاهانه نسبت به سلامت را دارپ و گفته‌است که او بیشتر خام‌گیاه‌خواری می‌کند. رژیم گیاهی وگان بر موسیقی او تأثیر گذاشته‌است.
در ۲۵ اکتبر ۲۰۱۵، مراز با دوست دخترش، کریستین کارانو، در یک مراسم خصوصی در زادگاهش مکانیکسویل، ویرجینیا، ازدواج کرد.
در ماه اوت سال ۲۰۱۸، در یک مصاحبه با نیویورک پست مراز تأیید کرد که او اکنون به عنوان دوجنسگرا خود را معرفی می‌کند.